# Rosa Fortuny i Torroella
Rosa Fortuny i Torroella (Barcelona, 20 de febrer de 1948) és una política catalana, diputada al Parlament de Catalunya en la VIII legislatura.

## Biografia
Llicenciada en psicologia industrial per la Universitat de Barcelona, ha treballat com a bibliotecària tècnica a l'empresa Seat (1969-1971), com a psicòloga industrial a Editorial Bruguera (1971-1975), com a professora d'anglès a l'Institut de Formació Professional Mare de Déu de la Mercè (1975-1983) i com a inspectora de formació professional (1983-1986). Ha estat cap de servei de Programes Escola-Treball del Departament d'Ensenyament (1987-2000), directora general de Formació Professional (2000-2004) i coordinadora de Projectes d'Auditoria de Gestió al Departament de Justícia (2004-2006).
Ha rebut un premi de la fundació Pimec, pels anys de treball per a l'apropament entre la Formació Professional i el sector empresarial, i el premi «Timó d'or» de l'Associació d'Empresaris d'Hoteleria i Turisme Costa Brava Centre, per l'impuls donat a la formació professional en el sector turístic.
Ha estat consellera del Consell de Treball Econòmic i Social de Catalunya en representació del Govern, consellera del Consell d'Administració de Turisme Juvenil de Catalunya en representació del Govern i vocal titular del Consell Català de Formació Professional en representació del Departament d'Ensenyament. També ha estat membre de la Junta de Govern de l'Institut Català de la Dona, representant del Govern de la Generalitat a la Comissió de la Conferència d'Educació del Ministeri d'Educació d'Espanya, representant del Govern a la Comissió de Desenvolupament de la Gestió del Sistema Aeroportuari Espanyol i vocal de la Comissió Directiva del Consell Català de l'Esport. Ha estat escollida diputada a les eleccions al Parlament de Catalunya de 2006.